# Merișoru, Mureș
Merișoru (în maghiară: Bugusalja) este un sat în comuna Papiu Ilarian din județul Mureș, Transilvania, România.